# 戸田勝隆
戸田 勝隆（とだ かつたか）は、戦国時代から安土桃山時代にかけての武将、大名。伊予大洲城（地蔵ヶ岳城）主。豊臣氏の家臣。通称は三郎四郎、民部少輔で、戸田民部少輔の称でも知られる。諱は氏繁（うじしげ）、氏知（うじとも）、政信（まさのぶ）など複数伝わり実名がはっきりしないが、古文書の本人署名には勝隆とある。

## 生涯
出自不明。弟に戸田勝成（重政）がいる。
はじめ織田信長に仕え、その後は織田氏の臣・羽柴秀吉（後の豊臣秀吉）の家臣となった。秀吉の家臣としては古参の部類になる。
天正元年（1573年）、近江長浜で250貫文を与えられ、大母衣衆に選ばれた。天正5年（1577年）、秀吉が播磨姫路城主となった際に、5,000石に加増された。『武家事紀』には宮田光次、神子田正治、尾藤知宣らと並んで「これに越える勇功の士あらず」とあり、秀吉家臣団の中でも特に高名であった。天正10年（1582年）頃、母衣改選のとき黄母衣衆で筆頭に選ばれた。
天正12年（1584年）、小牧の役に従軍。天正13年（1585年）、四国の役では阿波木津城の攻撃に参加。
また勝隆は近江の検地奉行や城割奉行なども務めている。千利休や津田宗及主催の茶会にも名を連ねた。
天正15年（1587年）、九州の役では福島正則・生駒親正・蜂須賀家政ら四国諸大名と共に海上輸送を担った。同役の途中である2月12日、勝隆は伊予宇和郡板島丸串城7万石に封じられた。また蔵入地である喜多郡土谷山村の代官職にも任じられた。同役の終了後である同年9月5日に伊予今治を与えられた福島正則は、秀吉からの朱印状において「伊予は九州・中国之かなめ所」として勝隆との連携を指示されている。『予章記』によると正則の代官領は9万石、勝隆が10万石であった。戦後は黒田孝高、毛利勝信らと検地に加わり、7月に発生した肥後国人一揆にも援軍に赴いた。
勝隆の伊予支配は、当初より民衆・国衆の反発を買った。いまだ旧領主の西園寺公広は毛利氏を介して秀吉に対して所領安堵の嘆願を続けていたからである。しかし6月、頼みとした毛利方の小早川隆景が筑前に移封されると、8月、公広・土居清良・勧修寺基詮・法華津前延以外の伊予西園寺氏の旧臣たちは38の城からすべて下城するように命じられた。12月には公広も黒瀬城を去り、九島の願成寺に入った。また法華津前延は小早川氏を頼って筑紫に退き、勧修寺基詮は京都に上り、土居清良は郷里で庵を結ぶなど、残る旧臣も去就を決した。以後、勝隆は地蔵ヶ岳城（大洲城）を主城とし、黒瀬城には岩城小右衛門尉信家、板島丸串城には戸田左衛門信種をそれぞれ城代に入れた。特に板島丸串城を改修して現在の宇和島城の概形を造ったのは勝隆であった。蔵入地の下代官には、河野氏旧臣で現在も宗意原という地名に名を残す当地の土豪・豪商の武井宗意を任命した。また、伊予入りと前後して能島村上氏の支配下にあった忽那諸島二神島の検地などについて書状を出すなど、浅野長吉（長政）・福島正則・増田長盛らと共に瀬戸内海の海上交通を整備する活動をしている。
ところが豊臣政権の新しい方針、特に検地（7月に浅野長吉が行った）は圧政と見なされ、すぐに大規模な一揆が起こった。一揆軍は黒瀬・丸串両城を襲ったが、2人の城代はこれに対抗できなかったので、在野で隠居していた土居清良に助力を求めて何とか鎮圧した。しかし逆に勝隆は旧主・公広が一揆を唆したのではないかと恐れ、抹殺を決意するに至った。12月8日、勝隆は贈物を送って懐柔した上で、毛利氏の斡旋によって秀吉が本領安堵したという偽の朱印状を餌に自邸に呼びつけた。公広はこれを怪しみ、翌9日、10名の護衛を連れてきたので、暗殺の隙が無く事なきを得た。しかし11日、今度は戸田駿河守の邸宅に招かれ、供と離されて襲撃された。公広は覚悟を決めて戸田駿河守以下9名を返り討ちにしたが、包囲されて自刃して果てた。公広の護衛は主人の死を知って激怒し、50余人を斬り死に殉じた。これによって西園寺氏の勢力は一掃され、他の伊予の旧領主である伊予宇都宮氏の勢力も掃討された。
天正16年（1588年）2月21日、勝隆は丸串城に入城し、伊丹源次郎、好利小右衛門を奉行として、多く人質を出させ、武芸に秀でた者は探し出して斬り、南伊予の土民の勢力は削がれ、一揆勢力は未然に削がれた。寺領は没収され、建物は破却され、貢物を収めさせるなど、苛政は極めた。一方、西園寺氏旧臣で有力武将であった土居清良は千石で召し抱えると請われたが、彼は固辞した。法華津前延は200石、（喜多郡の豪族）曾根宣高の子・高房は300石が与えられた。他には宇都宮重綱（萩森重綱）・武井貞通らが仕官に応じ、大野直範らは帰農した。他には旧織田家家臣で秀吉に背いて処刑されるところを勝隆が身を預かっていた安見右近を、砲術に優れているということで3,000石で雇い、河後森城に入れた。
また、バテレン追放令に関連して、同年5月18日に秀吉の直轄地・肥前長崎に浅野長吉（長政）と共に派遣され、教会の土地の没収や地子免除などを行った際の書状に勝隆の署名が見られる。
天正18年（1590年）、小田原の役では四国衆と第九陣で従軍し、兵1,700を率いて韮山城の包囲に加わった。方広寺大仏殿（京の大仏）建設の際の大木輸送にも勝隆ら四国勢が動員された。
文禄元年（1592年）4月、文禄の役に出征し、兵3,900を率いて朝鮮へ渡海した。尚州の守備についた。第二次晋州城攻防戦には兵2,500と共に加わった。
文禄2年（1593年）5月より講和交渉のために巨済島に滞在。同月14日、蜂須賀家政・勝隆は巨済島から、秀吉側近の長束正家に、奉行が伴って入国した明の使節との講和交渉の首尾を質問している。6月24日、豊臣秀次から書簡が来て勝隆の朝鮮在陣の労をねぎらわれた。9月29日、巨済島海戦で福島正則・勝隆・島津義弘らが三道都体察使尹斗寿の率いる朝鮮海軍を撃破した。文禄3年（1594年）、この頃、勝隆は在陣中に発病して、帰朝の途中で病死した。享年は明らかではない。
『武家事紀』によると、もともとは幼子がいたが、ある時刃を誤って自らを傷つけて死亡した。放鷹に出かけていて訃報を聞いた勝隆は、「己が刃にて過ちて死するほどの気質にては、益に立つ器にあらず、見るに及ばず」と言ってそのまま放鷹を続けたという。その後、子に恵まれず、結局、大洲戸田家は無嗣断絶した。大洲の領地は戦役後の加増で、隣接する大名藤堂高虎に与えられた。

## 親族
弟の戸田勝成（重政）とその子戸田内記（重典）は関ヶ原で勇戦し戦死した。
越後村上藩初代藩主村上頼勝は、『断家譜』において村上義清の娘と戸田武蔵守氏繁（勝隆または勝成）の子であり、外祖父である義清の養子に入ったものとされている。2代目藩主村上忠勝は、村上頼勝の妹婿である戸田勝隆の子とも戸田内記と村上頼勝の娘の子とも言われている。
秀吉の蔵入地7万石の代官を勤め、慶長元年（1595年）前後に秀吉から1万石を賜り大名となった戸田為重（家生・家正、民部少輔）は勝隆の子ともいうが、一族と考えられる。為重は、大坂冬の陣では南の平野口を守備しているが、為重本人ではなく為重の子という説がある。